# Sint-Eligiuskapel (Meise)

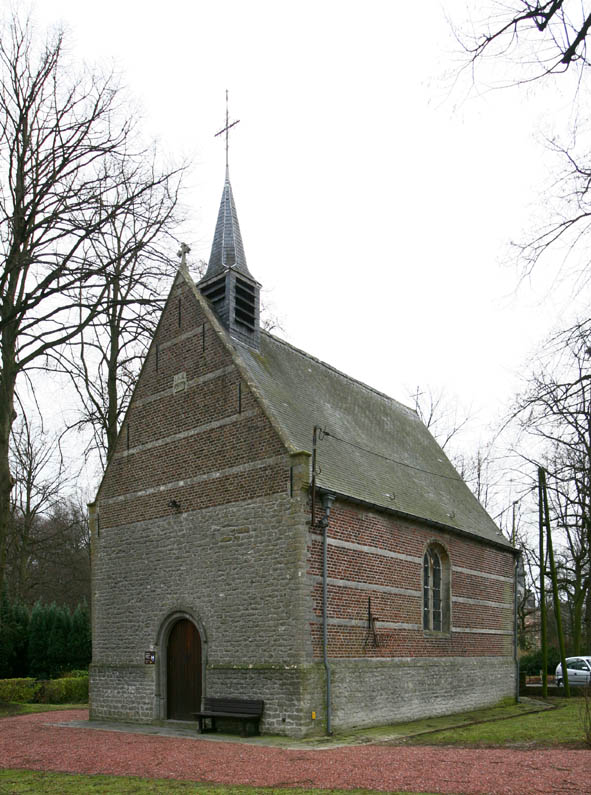
Sint-Eligiuskapel

De Sint-Eligiuskapel is een kapel in de Vlaams-Brabantse plaate Meise, gelegen aan de Hasseltbergstraat.

## Geschiedenis
Sommige auteurs menen dat op deze plaats, waar enkele romeinse wegen samenkomen, ooit een heidens heiligdom zou zijn geweest dat dan in de 7e of 8e eeuw gekerstend werd. De kapel fungeerde ook als grenskapel waar vier heerlijkheden, later gemeenten, bij elkaar kwamen.
In 1222 werd voor het eerst melding gemaakt van de Capella de Hasselt. Omtrent 1566 werd de -romaanse- kapel zwaar beschadigd door de Beeldenstorm. In 1590 werd de kapel hersteld.
Nadat de kapel opnieuw in verval raakte werd hij in 1652 herbouwd. Aangezien in 1646 de pest heerste bestaat mogelijk een verband met de groeiende devotie tot Sint-Eligius die ook tegen epidemieën wordt aangeroepen. In 1754 werden de relikwieën van Eligius van de parochiekerk van Meise naar de kapel overgebracht.
De kapel werd nog enkele malen gerestaureerd. In 1999 werd een beeld in roestvrij staal opgesteld dat Eligius als smid verbeeldt.

## Gebouw
Het betreft een georiënteerd gebouw op rechthoekige plattegrond en met driezijdig afgesloten koor. De kapel is gebouwd in baksteen en kalkzandsteen. Deze werd gebruikt voor speklagen maar mogelijk is een kalkzandstenen deel nog een overblijfsel van de romaanse kapel. Boven de ingang bevindt zich een dakruiter.

## Interieur
Het interieur wordt overkluisd door een gedrukt tongewelf. Het meubilair van de kapel is van omstreeks 1950 en het altaar is samengesteld uit neogotische altaarstukken.